# うずら卵

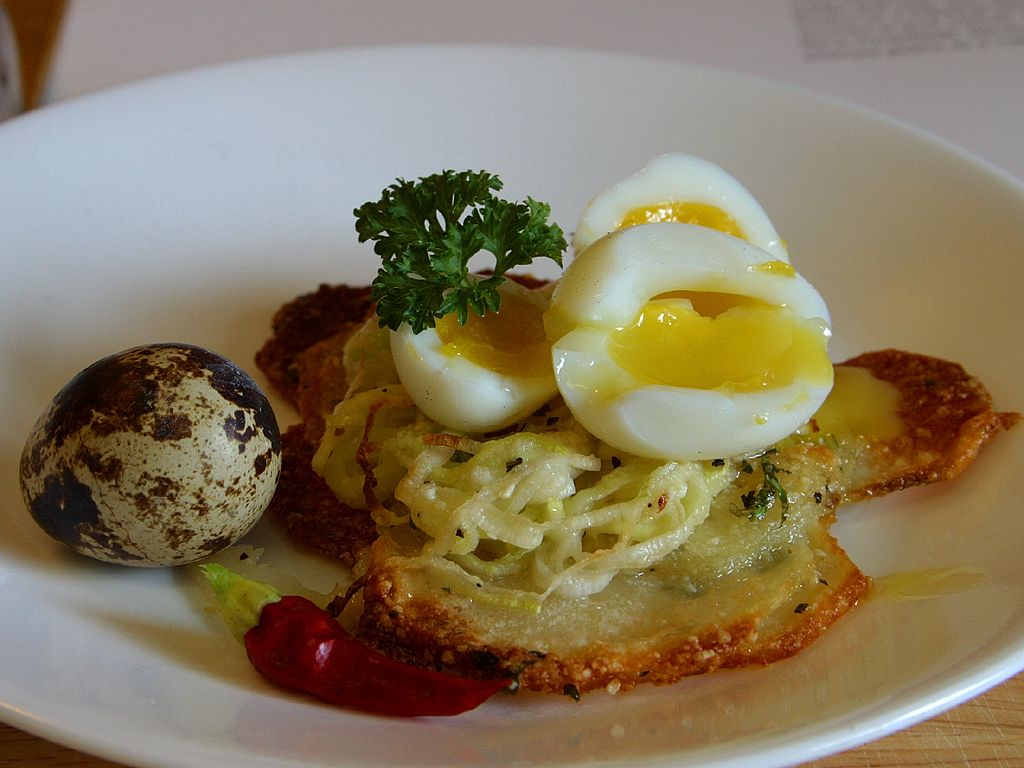
うずら卵を乗せて供されたジャガイモのガレット

うずら卵（うずらたまご、鶉卵やウズラ卵とも表記される）はウズラ（鶉）の卵である。食用卵の一種で、アジアや欧州、北米など世界各地で食され、珍味とされている。

## 概要
ウズラは江戸時代に日本で家禽化されたが、採卵用とされ始めたのは明治時代中期とされている。気候的・地理的要因や歴史的経緯から豊橋地方をはじめとする愛知県で生産が盛んであり、同県が全国生産量の7割を占める。殻には、ポルフィリン色素に由来する暗褐色の斑紋が見られる。大きさは鶏卵と比較すると小さく、卵重は約10.5gと鶏卵の6分の1ほどである。殻を割った中身は卵黄と卵白に分かれており、成分は鶏卵と類似しているものの、ビタミンやミネラル、アミノ酸が鶏卵の倍、ビタミンB12は鶏卵の5倍ほど含まれるなど栄養価が高い。独特の臭気を有することがあるが、近年では餌の成分を工夫することにより、臭気を持たないうずら卵が生産されている。一部、殻を割りにくいものがあるため、うずら卵割りに特化した専用器具がホームセンターなどで市販されている。

## 世界各地での食用方法

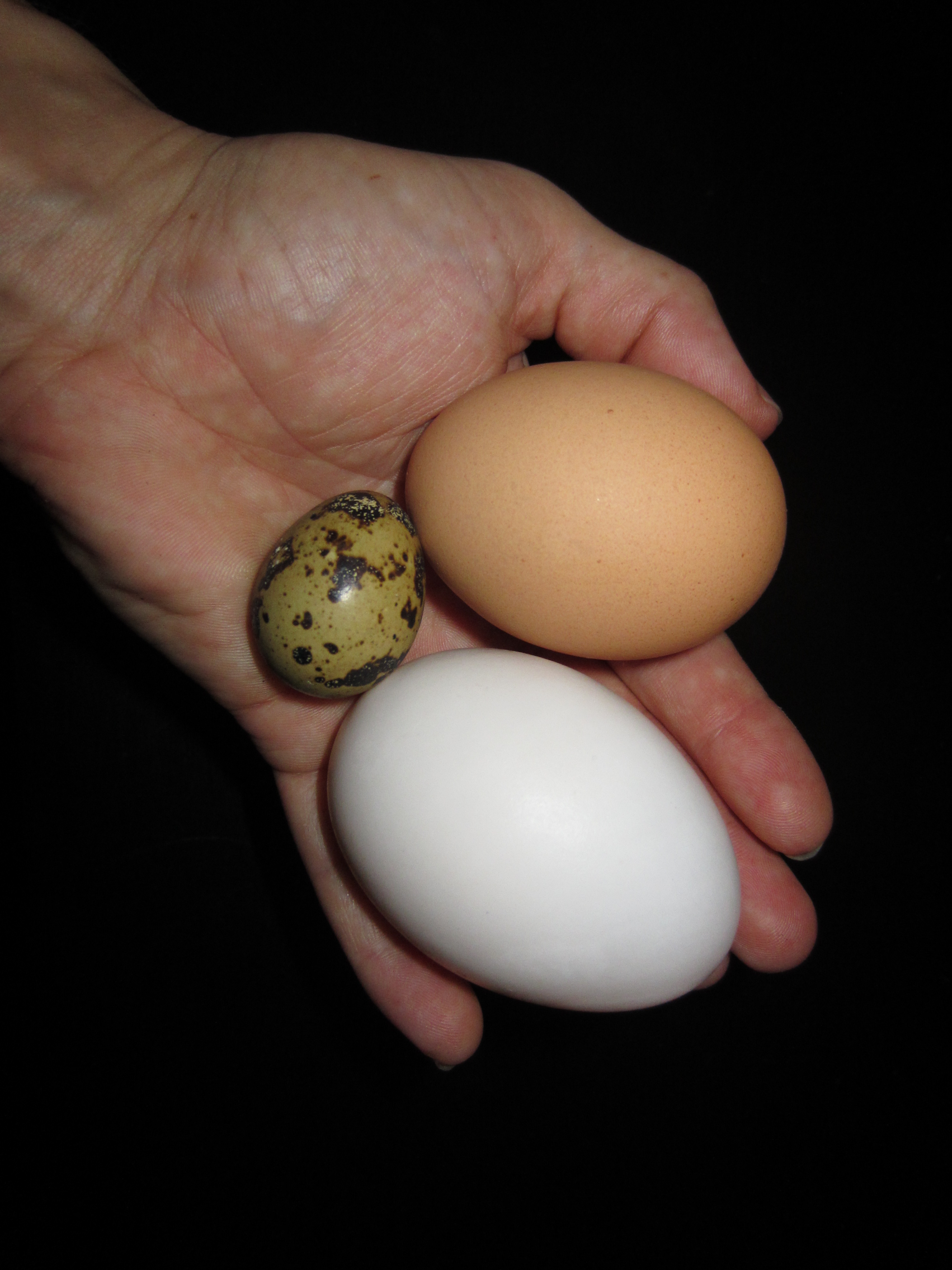
うずら卵（左）を鶏卵（右上）や鴨卵（右下）と比較した写真。これらの卵を持つ手は成人のもの。うずら卵が最も小さい。

### 日本
日本では、生食用のほか、水煮うずら卵や味付うずら卵が販売されており、串揚げや中華丼、八宝菜に入れられることが多い。そのほか、生で食する、加熱して玉子寿司とする、弁当に入れるなどの食用方法もある。また、季節に合わせて夏にざる蕎麦のつゆや山かけ、ユッケ、もずくやめかぶ等の小鉢料理で用いたり、冬におでんや煮物、鍋物などに用いたりすることがある。加えて、ゆで卵や目玉焼きなどの食べ方や、一部家系ラーメン店舗におけるトッピングとしての消費のされ方もある。

### 海外
うずら卵が風変わりな食品と見做されていない国もある。ブラジルやコロンビア、エクアドル、ベネズエラでは、固茹でのうずら卵がホットドッグやハンバーガーの定番のトッピングとして用いられており、爪楊枝で刺して留めることが多い。フィリピンでは、半熟のうずら卵に橙色の衣を付けて串に刺して揚げた料理であるクウェク・クウェクと呼ばれる屋台料理が一般的である。インドネシアでは、固茹でうずら卵の小袋が露天商によって軽食として販売されているほか、串刺しのうずら卵が、ソトやブブルアヤムなどの主菜と共に供されるサテとして売られている。ベトナムでは、安価なビールのおつまみとして、茹でうずら卵の袋詰めが屋台で販売されている。韓国では、大きくて安価な茹でうずら卵の袋がスーパーマーケットで売られている。中国や香港、台湾では、うずら卵は蒸し煮にされ、米と角煮、あるいは焼味と共に供されることが多い。

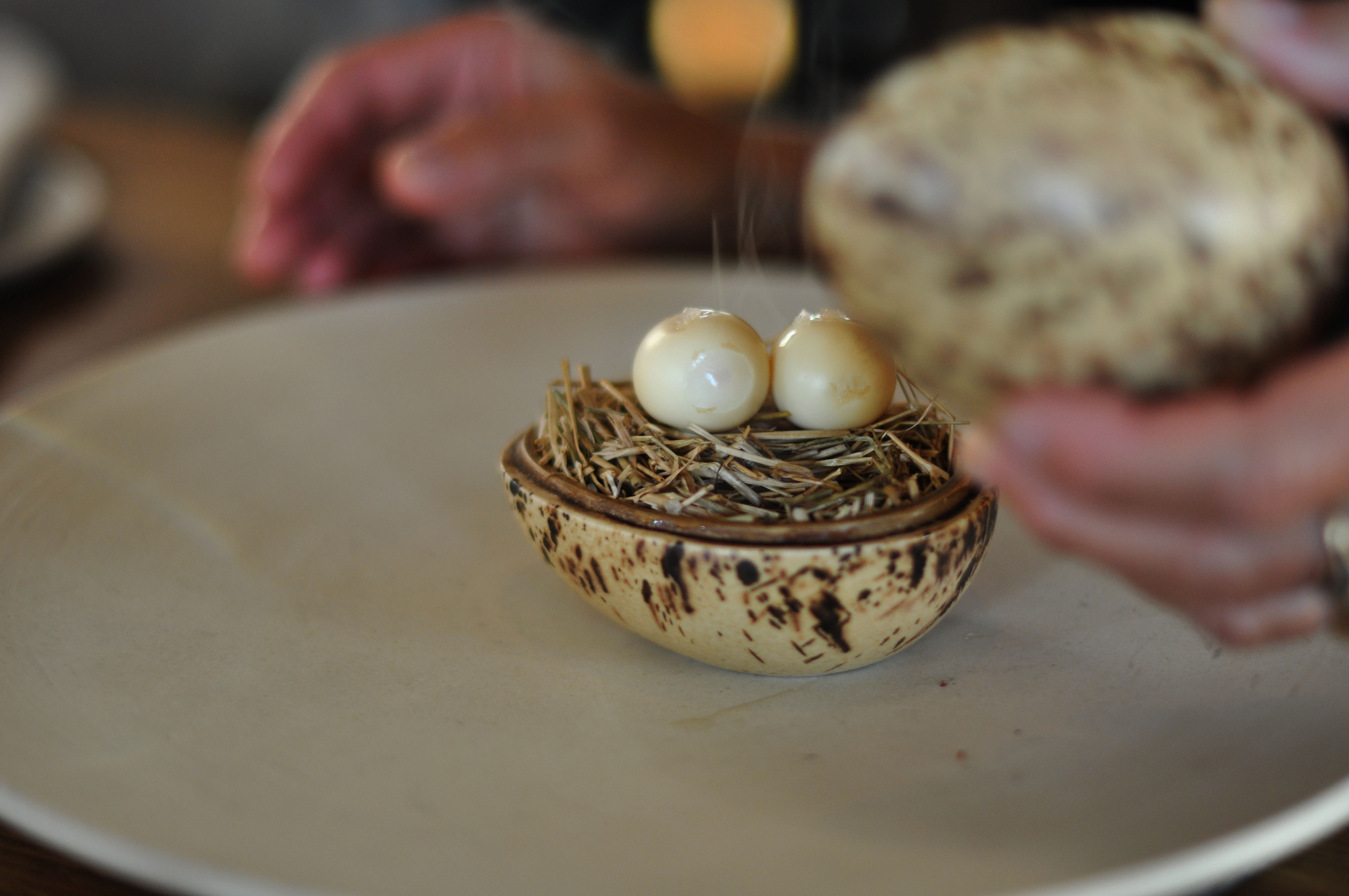
ピクルスにした後、燻製にしたうずら卵。コペンハーゲンのノーマレストランにて。
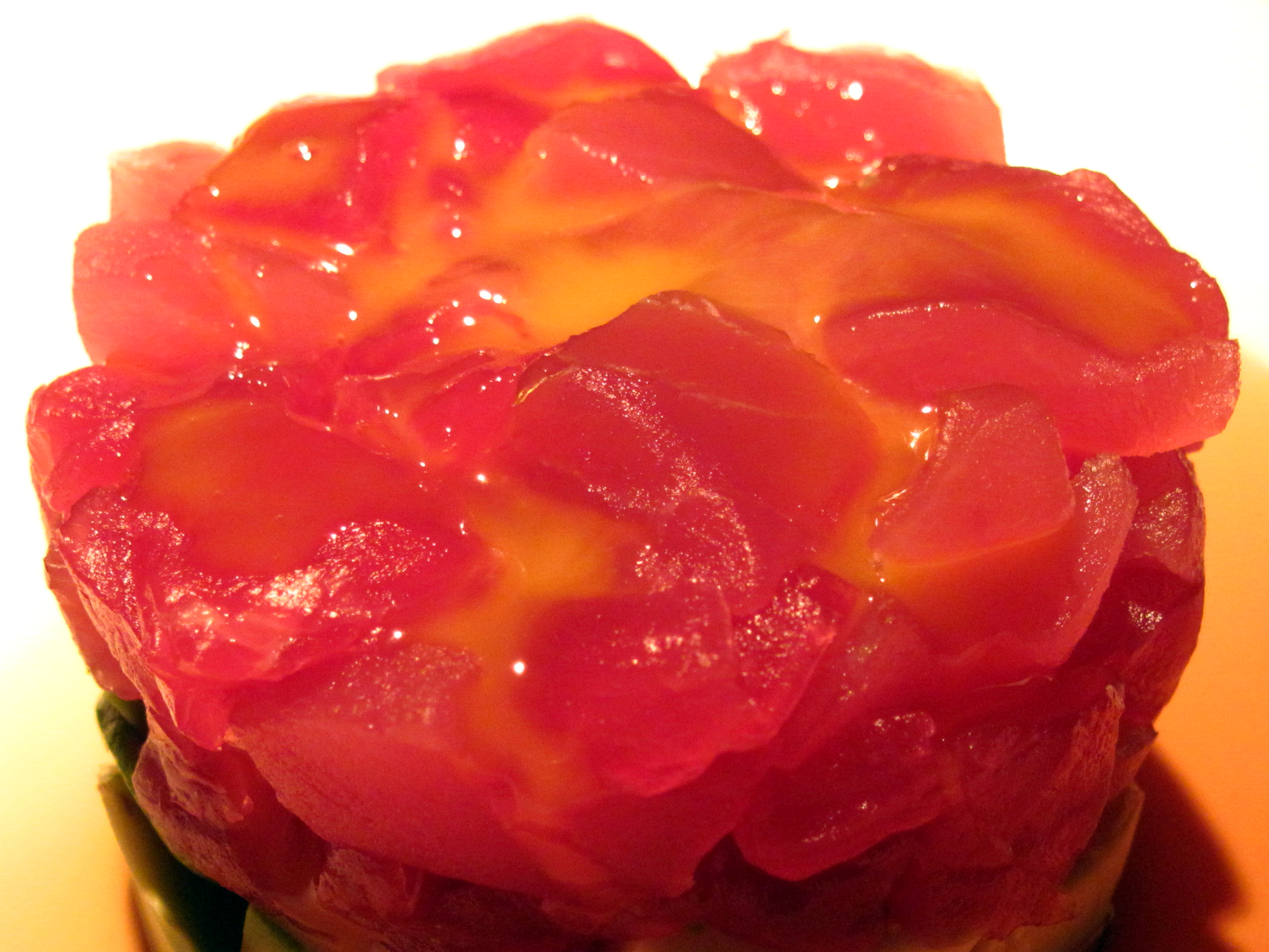
ぶつ切りにしたマグロに、生のうずら卵の卵黄をかけたもの。米国東部・コネチカット州ノーガタックの寿司料理店にて。
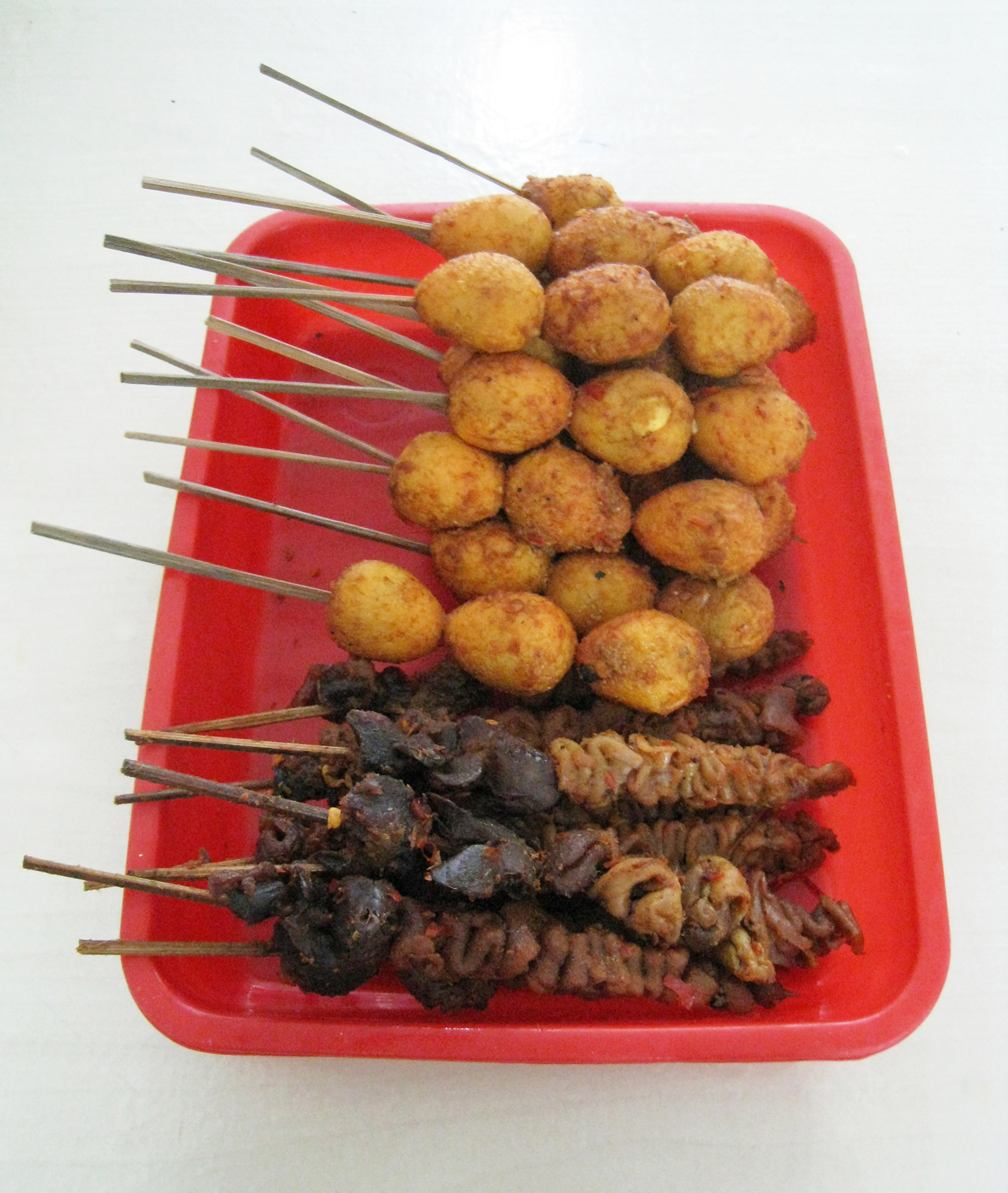
インドネシアの、うずら卵と鶏肉のもつを串刺しにしたサテ
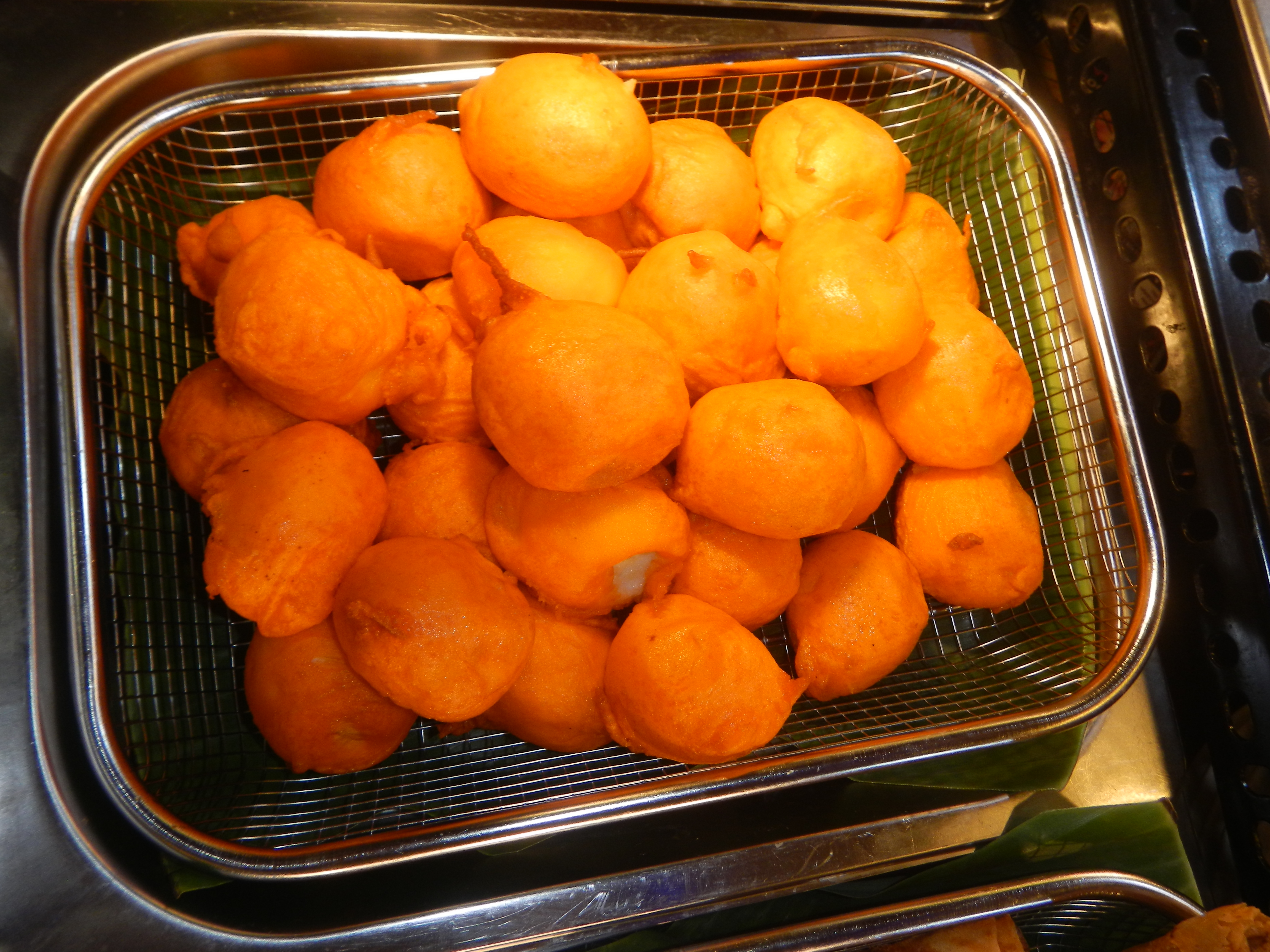
うずら卵の衣揚げであるクウェク・クウェクは、フィリピンの一般的な屋台料理である。

## 食用以外の用途
うずら卵が含有するボムコイドは他の鳥類のものとは異なり、ヒトの腸内にあるトリプシンとの親和性があるため、アレルギー反応を引き起こしにくいほか、免疫力を高める効果があるとされる。欧州ではアレルギー症状の緩和を目的とする民間薬として使用されてきたほか、アレルギー反応を引き起こしにくい性質を利用して、風疹のワクチン等に利用されている。

## 事故
日本の学校給食で、小学1年生がウズラの卵を喉に詰まらせて死亡する事故が2件発生している。小学1年生は歯が生え変わる時期もあり飲み込んでしまうリスクが高く、卵を切って与えたり、給食に出すべきではない、と主張する小児科医もいる。
- 2015年9月11日に、大阪市の市立の小学校で、1年生の女子児童が、「鶏肉と野菜のうま煮」に入っていた「ウズラの卵」を喉につまらせた。13日後の9月24日に死亡[9]。

- 2024年2月26日、福岡県みやま市の桜舞館小学校で、1年生の男子児童が「みそおでん」に入っていた「うずらの卵」を喉につまらせて窒息死した[10]。